# 九龍巴士91M線
九龍巴士91M線是香港的巴士路線，來往寶林和鑽石山站，途經香港科技大學、清水灣道等主要地區。
九龍巴士91B線是91M的短程特別班次，由坑口站單向開往香港科技大學（南），中途不停站，只於星期一至五上課日上午繁忙時間提供服務。
九龍巴士91P線是91M的短程特別班次，只在逢星期一至五上課日期間提供服務，早上由鑽石山站開往香港科技大學（北），下午由香港科技大學（南）開往彩虹站。
九龍巴士291P線只在逢星期一至五下午繁忙時間提供服務，由香港科技大學（南）單向開往旺角站。

## 歷史
- 1976年4月1日：九巴開辦第一條來往坑口與市區的91A線，坑口總站設於當時的坑口鄉事委員會外，九龍區的總站則設於竹園（即現今黃大仙總站）。由於當時將軍澳新市鎮尚未開發，因此未算為將軍澳開荒路線。[8]
- 1979年12月16日：91A線正式改名為現時的91M線，並以鑽石山站為九龍區的總站。
- 1980年：因應新清水灣道全線貫通及四順落成，本線往坑口方向改經新清水灣道，不再經清水灣道彩雲邨上斜段，避免因大型車上斜吃力而阻塞道路並減低交通意外，及改停彩雲邨白虹樓及基順小學站。
- 1983年11月3日：九龍區總站縮短至彩虹站為總站。
- 約1988年7月：坑口總站遷往坑口道公共交通總站，位置大約在今日的煜明苑分站與田洲路之間的「坑口花園」公園。[9][10]由於當時九巴預料坑口區的人口將逐漸流失，該公司曾計劃於1989年2月取消本路線[11]，運輸署亦早於1987年10月9日公開招標9組共18條專線小巴新路線，其中包括一條與本線定線相約的新界區專線小巴11線，以取代本線[12]。取締本線之計劃最終擱置，然而與本路線服務範圍大幅重疊的11線小巴卻如期投入服務。
- 1990年5月25日：坑口區總站延長至坑口（北）巴士總站對面。
- 1991年5月27日：坑口區總站延長至坑口（安寧花園）。
- 1992年3月27日：為配合香港科技大學需求，本線於繁忙時間單向繞經香港科技大學。
- 1994年9月5日：本線所有班次全日繞經香港科技大學。
- 1996年4月16日：本線增派空調巴士行走。
- 1997年11月2日：九龍區總站回歸至鑽石山站，來回程均繞經新蒲崗。
- 1999年8月30日：本線改為全空調巴士服務。
- 其後，91M線於每日1800後往坑口方向，繞經位於寶寧路的厚德邨巴士站。
- 2001年8月：往坑口方向到達新清水灣道後，繞經順利消防局再駁回新清水灣道。
- 2002年10月15日：增設星期一至五早上兩班由鑽石山站開往香港科技大學的短程特別班次，該特別班次中途改經鳳德道東行及斧山道天橋，不經新蒲崗一段的彩虹道[13]。
- 2004年6月19日：與往返寶林和香港科技大學的298M合併，將軍澳總站延長至寶林，並取消黃昏繞經厚德邨的服務。由於本線的全程收費較298M的高（當時為$4.9，298M為$4.2），因此增設香港科技大學往寶林$3.5的分段收費，使當時寶林來往香港科技大學的收費仍然維持平均每程$4.2。
- 2007年5月2日：增設星期一至五下午一班由香港科技大學開往鑽石山站的短程特別班次，行車路線與常規路線相同[13]。
- 2008年6月8日：本線全程收費調整為$5.2，分段收費調整為$3.7。
- 2009年2月2日：本線往香港科技大學之短途班次不入順利邨，以改善行車時間。
- 由2010年開始，每年6月至8月及聖誕節後至翌年1月底，即分別為科大的夏季學期（Summer Semester）及冬季學期（Winter Semester）期間，91M會在平日採用班次相對較疏落的星期六行車時間表，有乘客認為此舉帶來不便。
- 2011年5月15日：本線全程收費調整為$5.4，分段收費調整為$3.9。
- 2012年2月15日：來往鑽石山站至香港科技大學的短程特別班次，獲獨立編號91P，回程並改經彩雲邨一段的新清水灣道[13][14]。
- 2012年8月6日：為配合香港科技大學實施新公共交通安排，作出以下改動：[15]
  - 91M線往鑽石山站方向改為繞經科大南閘，不再繞經科大正門。
  - 91P早上班次不再繞經彩虹巴士總站；下午班次改為科大南閘至彩虹站。
- 2012年9月10日：91P早上班次改由大磡道經支路直接前往龍翔道，不經上元街、鳳德道及斧山道。
- 2013年3月17日：本線全程收費調整為$5.8，分段收費調整為$4.1。
- 2014年7月6日：本線全程收費調整為$6.1，分段收費調整為$4.3。
- 2015年7月6日：寶林頭班車及尾班車開出時間分別提早至05:40及延長至23:50，鑽石山站尾班車則延長至00:10，並調整班次[16]。
- 2015年12月31日：增設到站時間預報。
- 2016年9月1日：增設星期一至五下午一班由香港科技大學開往寶林的短程特別班次，行車路線與常規路線相同[17]。
- 2017年3月11日：來回程改經坑口站公共運輸交匯處及名成街，並於交匯處內設站，取代原有的「培成路」站（即前坑口（安寧花園）總站）。
- 2019年5月27日：291P線開辦。[18]
- 2024年2月1日：91B線投入服務，試辦至同年3月28日。[19]

## 服務時間及班次
91M
| 寶林開           | 寶林開      | 寶林開       | 鑽石山站開       | 鑽石山站開  | 鑽石山站開   |
| 日期             | 服務時間    | 班次（分鐘） | 日期             | 服務時間    | 班次（分鐘） |
| ---------------- | ----------- | ------------ | ---------------- | ----------- | ------------ |
| 星期一至五       | 05:40-07:20 | 20           | 星期一至五       | 06:00-08:00 | 15           |
| 星期一至五       | 07:20-09:50 | 15           | 星期一至五       | 08:00-08:25 | 12/13        |
| 星期一至五       | 09:50-11:50 | 20           | 星期一至五       | 08:25-10:40 | 15           |
| 星期一至五       | 11:50-17:35 | 15           | 星期一至五       | 10:40-12:40 | 20           |
| 星期一至五       | 17:35-17:55 | 20           | 星期一至五       | 12:40-16:40 | 15           |
| 星期一至五       | 17:55-19:10 | 15           | 星期一至五       | 16:40-17:00 | 20           |
| 星期一至五       | 19:10-20:30 | 20           | 星期一至五       | 17:00-18:00 | 15           |
| 星期一至五       | 20:30-23:50 | 25           | 星期一至五       | 18:00-19:10 | 17/18        |
|                  |             |              | 星期一至五       | 19:10-20:50 | 20           |
| 20:50-00:10      | 25          |              | 星期一至五       |             |              |
| 星期六           | 05:40-11:00 | 20           | 星期六           | 06:00-08:40 | 20           |
| 星期六           | 11:00-17:00 | 15           | 星期六           | 08:40-09:10 | 15           |
| 星期六           | 17:00-17:25 | 12/13        | 星期六           | 09:10-11:30 | 20           |
| 星期六           | 17:25-19:10 | 15           | 星期六           | 11:30-17:30 | 15           |
| 星期六           | 19:10-19:50 | 20           | 星期六           | 17:30-20:50 | 20           |
| 星期六           | 19:50-22:20 | 25           | 星期六           | 20:50-00:10 | 25           |
| 星期六           | 22:20-23:50 | 30           |                  |             |              |
| 星期日及公眾假期 | 05:40-10:40 | 20           | 星期日及公眾假期 | 06:00-12:20 | 20           |
| 星期日及公眾假期 | 10:40-11:25 | 15           | 星期日及公眾假期 | 12:20-13:50 | 15           |
| 星期日及公眾假期 | 11:25-14:45 | 20           | 星期日及公眾假期 | 13:50-20:50 | 20           |
| 星期日及公眾假期 | 14:45-18:00 | 15           | 星期日及公眾假期 | 20:50-00:10 | 25           |
| 星期日及公眾假期 | 18:00-19:00 | 20           |                  |             |              |
| 星期日及公眾假期 | 19:00-22:20 | 25           |                  |             |              |
| 星期日及公眾假期 | 22:20-23:50 | 30           |                  |             |              |

91B
- 星期一至五上課日：
  - 坑口站開：08:30

星期六、日及公眾假期，以及科大夏季學期和假期期間不設服務
91P
- 星期一至五上課日：
  - 鑽石山站開：07:55、08:05、08:15、08:30、08:50
  - 香港科技大學（南）開：16:30 17:25、17:40、17:50、18:00、18:15、18:30

星期六、日及公眾假期，以及科大夏季學期和假期期間不設服務
291P
- 星期一至五：
  - 香港科技大學（南）開：17:45

星期六、日及公眾假期不設服務

## 收費
| 路線    | 全程收費 | 分段收費                                    |
| ------- | -------- | ------------------------------------------- |
| 91M/91P | $6.8     | - 香港科技大學往寶林：$4.8（只適用於91M線） |
| 91B     | $5.8     | 不設分段收費                                |
| 291P    | $10.4    | 不設分段收費                                |

| - 本線設有12歲以下小童及65歲或以上長者半價優惠。 - 65歲或以上香港居民使用「樂悠咭」，以及12歲以下合資格殘疾兒童使用「殘疾人士身份」個人八達通繳付車資，均可享有每程$2.0或半價（以較低者為準）的票價優惠；12至64歲合資格殘疾人士使用「殘疾人士身份」個人八達通（包括「樂悠咭」），以及60至64歲香港居民使用「樂悠咭」繳付車資，均可享有每程$2.0或全費（以較低者為準）的票價優惠。 - 65歲或以上長者如使用長者或一般個人八達通繳付車資，則只可享有半價優惠；12至64歲合資格殘疾人士如不使用「殘疾人士身份」個人八達通，以及60至64歲人士如不使用「樂悠咭」繳付車資，必須繳付全費。 - 乘客可以現金或八達通於上車時付款，不設找續。 - 每位成人乘客可免費攜帶最多兩名4歲以下而不佔座位的兒童乘客乘車，超額之4歲以下小童必須繳付小童車費乘車。 - 持有「九巴月票」之乘客在車票有效期內，每日可享最多10程任何九龍巴士及龍運巴士路線（包括本路線，以及聯營路線的九龍巴士／龍運巴士提供的班次；惟乘搭機場「A」及「NA」線則可享原價二七折優惠（不會計算每天10次合資格車程））；而B1線則每日可享最多各2程（不會計算每天10次合資格車程）。 - 九龍巴士、城巴、龍運巴士及陽光巴士全職員工及家屬（不包括外判職員）可免費乘搭本路線，惟必須拍職員或職員家屬八達通。 - 乘客亦可透過多元化電子支付系統（e度嘟）繳付車資，包括使用非接觸式VISA卡、JCB卡、萬事達卡、銀聯卡、美國運通、大來國際、Discover Card、Apple Pay、Google Pay、Samsung Pay、AlipayHK「易乘碼」、支付寶、WeChatHK／微信支付「搭車碼」、銀聯雲閃付「乘車碼」及BOC Pay「乘車碼」。乘客使用此付款方式，使用此支付方式的乘客可享有中途下車之分段收費，以及與其他九巴／龍運獨營路線或聯營線九巴／龍運班次之轉乘優惠，惟不適用於與非九巴／龍運路線之轉乘優惠，亦不能享有「公共交通費用補貼計劃」及「長者及合資格殘疾人士公共交通票價優惠計劃」。 |

由坑口前往科大需繳付全費$6.8，較專線小巴11M線貴$0.8，而且班次較疏，故除轉乘乘客外，甚少人會在坑口乘搭本線往科大（小巴11、101M情況亦然，但後者班次頻密及不駛入科大），但由於回程有分段收費的緣故，使其收費低於小巴11(M)（$6）、小巴101M（$6.6）、巴士792M（$6）往坑口的分段收費，吸引部份科大師生乘搭。

### 八達通轉乘優惠
乘客登上本線後150分鐘內以同一張八達通卡轉乘以下路線，或從以下路線登車後150分鐘內以同一張八達通卡轉乘本線，次程可獲$4.2車資折扣優惠：
91M/P↔九龍市區路線
- 91M/P往九龍→3M往慈雲山、9往尖沙咀東、10往大角咀、21往紅磡站、26往尖沙咀東、27往旺角或214(P)往長沙灣
- 3M、10、21往彩雲、9往彩福、26(X)、27往順天或214往油塘→91M/P往寶林／科大

91M/P↔新界路線
- 91M/P往九龍→38、40(A)、40P、42C、74A、74X/74B/74D/74E/74P/274X、80、80X、83X、88、89、89B、89C、89D、89X、93A、93K、93M、95、98、98A、98B、98C/S、98D/P、258D/258P、259D、268C/A/P、(2)69C/S、277X/277P/E/277A或290(A/B)/290X、296A、296C/P、296D、296M、297(P)、298(E/F)往新界
- 38、40、40P、42C、74A、74X/B/C/D/E/P、80(P)、80X、83X/A、88、89、89B、89C、89D/P、89X、93A、93K、93M、95、98、98A、98C/98S、98D/98S、258D/258A/258P/258S、259D、268C、269C/69C或277X/277P/277E/277A往九龍及290(A/B/X)、296A、296C/P、296D、296M、297、298(E/F)往將軍澳→91M/P往新界

本線↔258D/259D可同時享用屯門公路轉車站轉乘優惠
本線↔268C/(2)69C可同時享用大欖隧道轉乘優惠
291P→九龍市區/新界路線
- 291P往旺角→214往長沙灣、290(A/X)往荃灣、(2)69C/S往天水圍、268C/P往元朗、62X、258D/P、259D、267X往屯門、277E/P、277X往北區、80、80X、83X、88、89、89B、89C、89D、89X往沙田、74X往大埔

本線→258D/259D可同時享用屯門公路轉車站轉乘優惠
本線→268C/(2)69C可同時享用大欖隧道轉乘優惠

## 用車
本線於八十年代多用裝上了「都普」車身的「黑金剛」丹尼士喝采型行走及丹尼士統治者作支援。
現時91M線共獲派1輛亞歷山大丹尼士Enviro 400 10.5米（ATSE）及10輛亞歷山大丹尼士Enviro 500 MMC 11.3米（E6M）雙層空調巴士，平日17:45由科大（北）開出之編定短程特別班次，則主要由98D線抽調巴士行走。
每當科大舉行聯招資訊日，九巴會增派大量巴士行走91M線往返鑽石山至科大的一段。
| 車隊編號 | 車牌   |
| -------- | ------ |
| E6M18    | WU3910 |
| E6M19    | WU4342 |
| E6M27    | WU6335 |
| E6M49    | WV 820 |
| E6M52    | WV1435 |
| E6M53    | WV3430 |
| E6M55    | WV2856 |
| E6M56    | WV3037 |
| E6M61    | WV8002 |
| E6M63    | WV8370 |
| E6M67    | WV9666 |

91P線上午班次由91M（91M-S02）及98D線（98D-06，08，12）抽調；下午班次由91M（91M-S02）及98D線（98D-08，S02，S04，S06）抽調。
291P線由98D（98D-S07）線抽調。

## 行車路線
91M/91P
寶林開經：欣景路、佳景路、寶琳北路、寶寧路、常寧路、重華路、培成路、坑口站公共運輸交匯處、名成街、常寧路、寶寧路、坑口道、清水灣道、銀影路、香港科技大學（南閘）公共運輸交匯處、銀影路、清水灣道、（新清水灣道、清水灣道）、龍翔道、彩虹道、蒲崗村道、鳳德道及龍蟠街。
鑽石山站開經：龍蟠街、大磡道、上元街、鳳德道、蒲崗村道、彩虹道、彩虹巴士總站、彩虹道、斧山道天橋、迴旋處、斧山道、龍翔道、清水灣道、新清水灣道、新利街、利安道、新清水灣道、清水灣道、大學道、清水灣道、坑口道、寶寧路、常寧路、重華路、培成路、常寧路、寶寧路、迴旋處、寶琳北路及佳景路。
- 註：91P線途經有斜體字之路段，括號內之路段僅適用於使用12米車輛之班次及91P線。

91B
經：名成街、常寧路、寶寧路、坑口道、清水灣道及銀影路
291P
經：銀影路、清水灣道、新清水灣道、清水灣道、坪石公共運輸交匯處、清水灣道、太子道東、天橋、亞皆老街、天橋及亞皆老街。

### 沿線車站
91M/91B/91P
| 寶林 (91M) 坑口站 (91B) 香港科技大學 (91P)開 | 寶林 (91M) 坑口站 (91B) 香港科技大學 (91P)開 | 寶林 (91M) 坑口站 (91B) 香港科技大學 (91P)開 | 鑽石山站開 | 鑽石山站開                     | 鑽石山站開             |
| 序號                                         | 車站名稱                                     | 位置                                         | 序號       | 車站名稱                       | 位置                   |
| -------------------------------------------- | -------------------------------------------- | -------------------------------------------- | ---------- | ------------------------------ | ---------------------- |
| 1#                                           | 寶林巴士總站                                 | 寶林公共運輸交匯處                           | 1          | 鑽石山站巴士總站               | 鑽石山站公共運輸交匯處 |
| 2#                                           | 欣景路                                       | 欣景路                                       | 2#         | 龍蟠苑                         | 鳳德道                 |
| 3#                                           | 景林邨                                       | 寶琳北路                                     | 3#         | 四美街                         | 彩虹道                 |
| 4#                                           | 厚德邨                                       | 寶寧路                                       | 4#         | 彩虹轉車站－彩虹邨碧海樓（M1） | 彩虹邨通道             |
| 5#                                           | 厚德商場                                     | 重華路                                       | 5          | 牛池灣轉車站－牛池灣村（G3）   | 龍翔道                 |
| 6#^                                          | 坑口站                                       | 坑口站公共運輸交匯處                         | 6          | 彩雲邨白虹樓                   | 新清水灣道             |
| 7#                                           | 富寧花園                                     | 寶寧路                                       | 7#         | 基順學校                       | 新清水灣道             |
| 8#                                           | 將軍澳醫院                                   | 坑口道                                       | 8#         | 順利消防局                     | 利安道                 |
| 9#                                           | 聖雲仙天主堂                                 | 坑口道                                       | 9          | 德望學校                       | 新清水灣道             |
| 10#                                          | 水邊村                                       | 坑口道                                       | 10         | 安達臣道                       | 清水灣道               |
| 11#                                          | 影業路                                       | 清水灣道                                     | 11         | 騰龍台                         | 清水灣道               |
| 12#                                          | 銀影路                                       | 清水灣道                                     | 12         | 井欄樹                         | 清水灣道               |
| 13^                                          | 香港科技大學（南）                           | 香港科技大學（南閘）公共運輸交匯處           | 13         | 白石窩                         | 清水灣道               |
| 14                                           | 大埔仔                                       | 清水灣道                                     | 14         | 壁屋                           | 清水灣道               |
| 15                                           | 大埔仔坳                                     | 清水灣道                                     | 15         | 打鼓嶺新村                     | 清水灣道               |
| 16                                           | 打鼓嶺新村                                   | 清水灣道                                     | 16         | 大埔仔坳                       | 清水灣道               |
| 17                                           | 壁屋                                         | 清水灣道                                     | 17         | 香港科技大學（北）             | 大學道                 |
| 18                                           | 白石窩                                       | 清水灣道                                     | 18#        | 大埔仔村                       | 清水灣道               |
| 19                                           | 井欄樹                                       | 清水灣道                                     | 19#        | 銀影路                         | 清水灣道               |
| 20                                           | 龍窩村                                       | 清水灣道                                     | 20#        | 水邊村                         | 坑口道                 |
| 21                                           | 安達臣道                                     | 清水灣道                                     | 21#        | 半見村                         | 坑口道                 |
| 22#                                          | 德望學校                                     | 清水灣道                                     | 22#        | 明德邨                         | 寶寧路                 |
| 23#                                          | 彩雲邨                                       | 清水灣道                                     | 23#        | 重華路                         | 重華路                 |
| 24                                           | 牛池灣轉車站－彩虹站（K2）                   | 坪石公共運輸交匯處                           | 24#        | 坑口站                         | 坑口站公共運輸交匯處   |
| 25#                                          | 牛池灣轉車站－彩虹邨紅萼樓（H3）             | 龍翔道                                       | 25#        | 厚德邨                         | 寶寧路                 |
| 26#                                          | 彩虹轉車站－彩虹邨錦雲樓（P2）               | 龍翔道                                       | 26#        | 景林邨                         | 寶琳北路               |
| 27#                                          | 大有街                                       | 彩虹道                                       | 27#        | 新都城二期                     | 寶林公共運輸交匯處     |
| 28#                                          | 鳳德商場                                     | 鳳德道                                       | 28#        | 寶林巴士總站                   | 寶林公共運輸交匯處     |
| 29#                                          | 鑽石山站巴士總站                             | 鑽石山站公共運輸交匯處                       |            |                                |                        |

- 註：

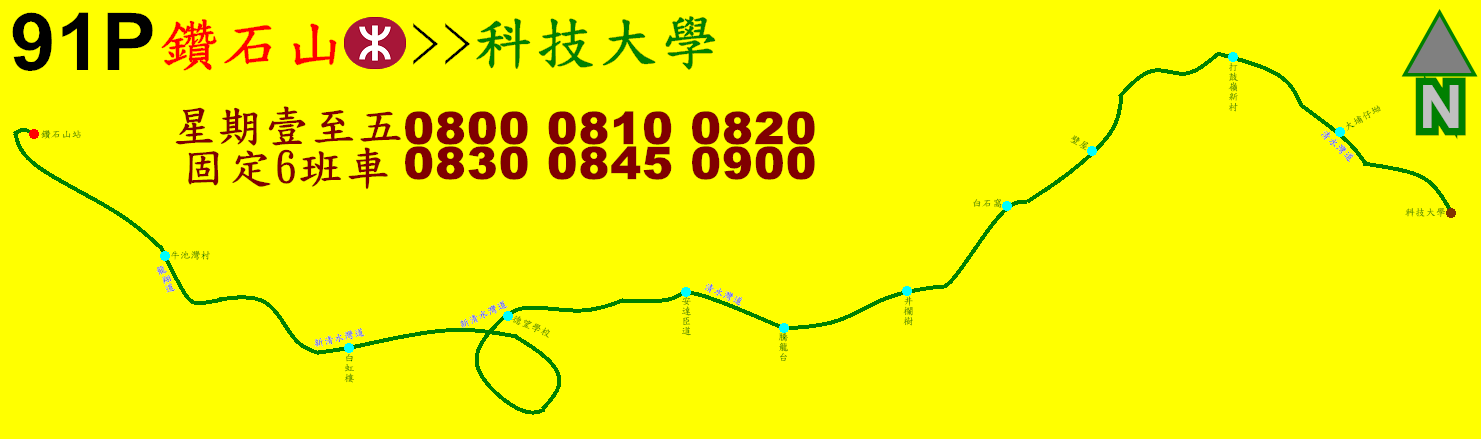
91P線科大方向的走線圖

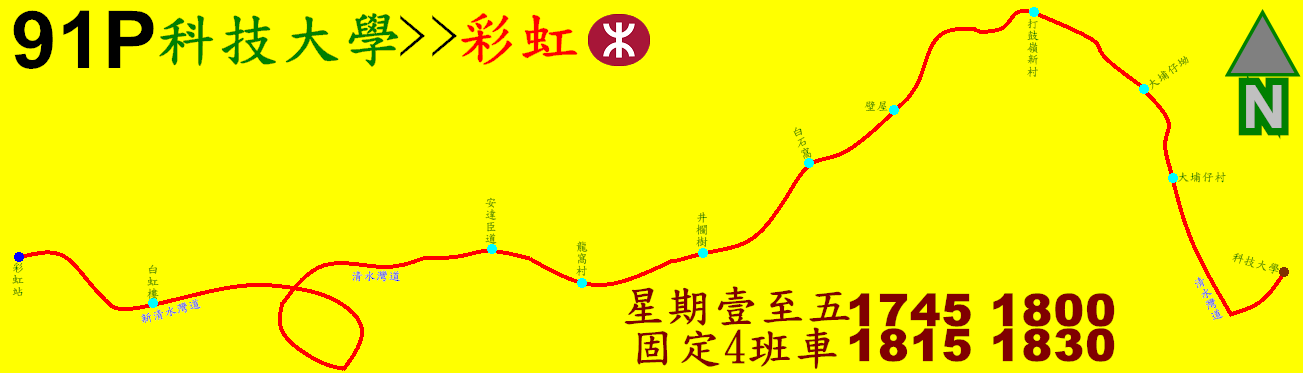
91P線市區方向的走線圖

1. 91P線不停有＃號車站，改停新清水灣道白虹樓分站。

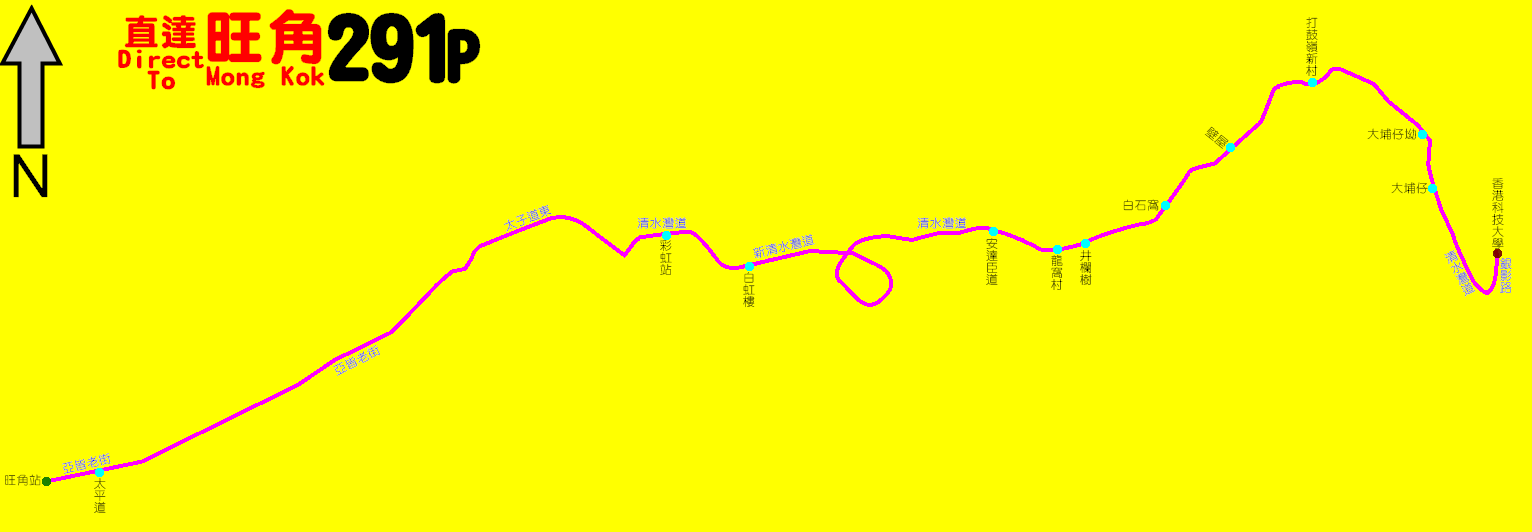
291P線的走線圖

2. 91B線祇經有^號之車站

291P
| 香港科技大學（南）開               | 香港科技大學（南）開       | 香港科技大學（南）開               |
| 序號                               | 車站名稱                   | 位置                               |
| ---------------------------------- | -------------------------- | ---------------------------------- |
| 1                                  | 香港科技大學（南）         | 香港科技大學（南閘）公共運輸交匯處 |
| 2                                  | 大埔仔                     | 清水灣道                           |
| 3                                  | 大埔仔坳                   | 清水灣道                           |
| 4                                  | 打鼓嶺新村                 | 清水灣道                           |
| 5                                  | 壁屋                       | 清水灣道                           |
| 6                                  | 白石窩                     | 清水灣道                           |
| 7                                  | 井欄樹                     | 清水灣道                           |
| 8                                  | 龍窩村                     | 清水灣道                           |
| 9                                  | 安達臣道                   | 清水灣道                           |
| 10                                 | 彩雲邨白虹樓               | 新清水灣道                         |
| 11                                 | 牛池灣轉車站－彩虹站（K2） | 坪石公共運輸交匯處                 |
| 太子道東、九龍城天橋、亞皆老街天橋 |                            |                                    |
| 12                                 | 太平道                     | 亞皆老街                           |
| 13                                 | 旺角站                     | 亞皆老街                           |

## 客量
本線客源主要以前往香港科技大學的乘客及清水灣道（大埔仔、壁屋、白石窩、井欄樹等村落）的居民為主，卻受與之大幅重疊的新界區專線小巴11線競爭，班次、車程均不敵小巴，因此在離峰時間客量只屬一般。縱然如此，小巴在繁忙時間經常出現供不應求的情況，乘客情願等候較易登車的此線，加上能服務小巴未有前往的鑽石山及寶林一帶，也可透過與多條往返九龍、新界及將軍澳路線設有的八達通轉乘優惠吸引轉車客，繁忙時間經常頂閘，需要以91P線疏導乘客。
惟此線經常出現減班脫班以及九巴故意繞經較迂迴的四順區以及飛鵝山道一段清水灣道而強行使用短車身巴士而為人詬病，因此有不少科大師生以及清水灣道沿線居民希望城巴新增科大來往彩虹或鑽石山的巴士線以改善沿線交通的服務質素。
根據巴士路線計劃及其他資料指出，此路線載客情況如下：
- 2013年：[21]往鑽石山站方向，早上七時至九時於大埔仔村站的載客率為34%，下午五時至七時的載客率為81%；早上七時至九時於井欄樹站的載客率為36%，下午五時至七時的載客率為72%。
- 2015年：下午最繁忙一小時，往寶林方向的載客率為85%。[22]
- 2016年︰最繁忙一小時內的載客率為86%；非繁忙時段載客率則為30%。在下午繁忙時間，超過7成乘客均由香港科技大學（北）往寶林。

## 外部連結
- 九巴91M線官方網站路線資料（页面存档备份，存于）
- 九巴91P線官方網站路線資料（页面存档备份，存于）